# 張湾区
張湾区（ちょうわん-く）は中華人民共和国湖北省十堰市に位置する市轄区。

## 行政区画
- 街道:花果街道、紅衛街道、車城路街道、漢江路街道
- 鎮:黄竜鎮、柏林鎮
- 郷:方灘郷、西溝郷